# Ilya Ehrenburg
Ilya Grigoryevich Ehrenburg (em russo: Илья́ Григо́рьевич Эренбу́рг, Kiev, antigo Império Russo, 14 de janeiro/26 de janeiro de 1891 — Moscou, 31 de agosto de 1967) foi um escritor propagandista e jornalista judeu ucraniano.
Foi um dos criadores do conceito de "longo século XIX". Recebeu o Prêmio Lênin da Paz em 1952.

## Obras traduzidas para o português
- O beco de Moscou: romance (Vecchi Ltda, Brasil, 1944);
- Contos soviéticos (Contos do Cruzeiro, Brasil, 1944);
- Treze cachimbos (Editorial Vitória, Brasil, 1944);
- A queda de Paris (Companhia Editora Nacional, Brasil, 1944);
- O segundo dia da criaçäo: romance (Prometeu, Brasil, 1946);
- A epopéia russa: diário de um jornalista junto ao Exército Vermelho (Brasiliense, Brasil, 1946);
- Moscou não crê em lágrimas (Zúmbi, Brasil, 1958);
- O degelo (Ulisseia, Portugal, 1958);
- Memórias (Civilização Brasileira, Brasil, 1964)
- A viela de Moscovo (Portugália, Portugal, 1965);
- O destino do capitão Volkov (Presença, Portugal, 1967);
- Notas de viagem : Índia, Japão, Grécia (Arcádia, Portugal, 1967);
- O segundo dia da criação (Publicações Europa-América, Portugal, 1969).